# Flagranza di reato

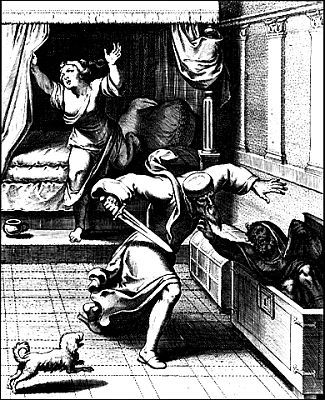
in flagranti (illustrazione del 1607).

La flagranza di reato, nell'ordinamento giuridico italiano, è un istituto disciplinato dall'art. 382 del codice di procedura penale italiano.

## Generalità
Lo stato di flagranza (in riferimento dello stato in cui si trova il soggetto interessato) ricorre quando:
- colui che compie il reato viene colto nel momento di compimento dello stesso da ufficiali o agenti di polizia giudiziaria oppure da chi ha subito il reato o da altre persone (cosiddetta flagranza diretta);
- colui che è colto sul fatto viene inseguito da ufficiali o agenti di polizia giudiziaria oppure da chi ha subito il reato o da altre persone. Non ci devono essere momenti di discontinuità nell'inseguimento (cosiddetta flagranza indiretta);
- la persona viene trovata in possesso di cose o tracce dalle quali appaia evidente che abbia commesso il reato poco prima (in questo caso è sempre "indiretta").

Determinare lo stato di flagranza ha quindi una notevole importanza in quanto permette alla polizia giudiziaria italiana di avviare immediatamente procedure di limitazione della libertà personale di colui che ha commesso il reato, una su tutte l'arresto in flagranza di reato. Inoltre tale istituto consente anche, in particolari casi, l'arresto da parte dei privati.

## Le norme

### La ricorrenza
A livello normativo, l'art. 382 dà una definizione dello stato di flagranza:
2. Nel reato permanente lo stato di flagranza dura fino a quando non è cessata la permanenza.»

### La flagranza differita
L'art. 382bis - introdotto dal decreto legge 24 febbraio 2003, n. 28 convertito in legge 24 aprile 2003, n. 88 e successivamente più volte modificato da ulteriori interventi legislativi - definisce invece la flagranza differita, limitata a ben definite ipotesi di fattispecie di reato: